# Persicaria dichotoma
Persicaria dichotoma là một loài thực vật có hoa trong họ Rau răm. Loài này được (Blume) Masam. mô tả khoa học đầu tiên năm 1954.